# 七仙女
七仙女（しちせんじょ）は、中国神話に登場する七人の仙女姉妹の総称。玉皇大帝と王母娘娘の七人の娘である。七人の姉妹の末妹も指す場合がある。
「七衣仙女（しちいせんじょ）」、「七仙姑（しちせんこ）」や「七仙娥（しちせんが）」など別名を有す。

## 文献での記述
『西游記』に記述があり、「七衣仙女」と呼ばれ、王母娘娘が天界の瑶池の中に神々の宴「蟠桃会」を設宴して、即ちかの紅衣仙女・青衣仙女・素衣仙女・皁衣仙女・紫衣仙女・黄衣仙女・緑衣仙女が派遣され、蟠桃園に仙桃を採集する。蟠桃会では琴を奏したり、演舞も歌声も共に演出を務める。実は玉皇大帝と王母娘娘の七人の娘を述べていないが、王母娘娘の侍女達が役割。また、第72回より盤糸洞に巣くう七人の蜘蛛の女妖とするのに対応している。
『神仙済世良方 下巻』（清代）に記述があり、「七仙姑」と呼ばれ、王母娘娘の侍女だった。彼女たちの名前は紫姑、絳姑、青姑、雲姑、月姑、渺姑、碧姑である。
『牛郎織女』に記述があり、7月7日に虹の雲が漂い、七人の仙女が人間の河の辺に降りて、羽衣を脱いで水浴びをした時、牛郎が7番目の仙女（織女）の紫色羽衣を盗み、求婚をした。
『天仙配』に記述があり、玉皇大帝と王母娘娘の7番目の娘を人間界に来て、董永を助けることにする。その後、董永と相思相愛になる。中国現代ドラマ『歓天喜地七仙女』などは虹の七色（紅・橙・黄・緑・青・藍・紫）の各一色ずつ命名（大仙女・紅色仙女、二仙女・橙色仙女、三仙女・黄色仙女、四仙女・緑色仙女、五仙女・青色仙女、六仙女・藍色仙女、七仙女・紫色仙女）したという説である。その2作目である『天地姻縁七仙女』では、七人の仙女は各自のイメージカラーを象徴する護身宝石・霊石（紅榴石、橙琉璃、黄水晶、緑宝石、青金石、海藍石、紫水晶）を持っている。
『眠れる森の美女』ペロー版に記述があり、七人の妖精が王女の誕生を祝福した。